# Сиера де Периха
Сиера де Периха (на испански: Sierra de Perija) е планинска верига в Андите, простираща се на около 300 km от север на юг по границата между Колумбия и Венецуела. Явява се северно продължение на Колумбийските Източни Кордилери. Със стръмни склонове се спуска към обширната низина на река Магдалена на запад и падината Маракайбо на изток. Състои се от отделни обособени масиви: Мотилонес, Валедупар, Периха и Ока. Най-високата точка е връх Серо Пинтадо (3610 m), издигащ се в централната ѝ част. Изградена е от метаморфни и седиментни скали. На изток и запад текат малки, къси и бурни реки, Рио Негро, Апон и др., вливащи се ответно в езерото Маракайбо и в река Сесар (десен приток на Магдалена). Източните ѝ склонове са покрити с постоянно влажни, а западните – с временно влажни гори.